# Внешняя политика Эквадора
Внешняя политика Эквадора — это общий курс Эквадора в международных делах. Внешняя политика регулирует отношения Эквадора с другими государствами. Реализацией этой политики занимается министерство иностранных дел Эквадора.

## История
Основными внешнеполитическими целями Эквадора является: защита территории от внешней агрессии и внутренней незаконной деятельности; поддержка Организации Объединённых Наций (ООН) и Организации американских государств (ОАГ); претензия на 200 миль морской территории от берега для рыболовства; пересмотр Протокола о мире, дружбе и границах 1942 года (Протокол Рио), который завершил конфронтацию между Перу и Эквадором по территориальному спору. Хотя внешнеторговые отношения Эквадора традиционно были ориентированы на Соединённые Штаты Америки, в 1970-х и 1980-х годах Эквадор как член Организации стран - экспортёров нефти (ОПЕК) позволял себе временами проявлять независимую внешнюю политику. Международные внешнеполитические связи Эквадора при президенте Родриго Борхе Севальосе в конце 1980-х годов стали более разнообразными, чем те, что были при президенте Леоне Фебрес-Кордеро Рибаденейре, который ориентировался на политику Соединённых Штатов. Например, Эквадор активизировал свои отношения с Третьим миром, международными организациями, Западной Европой и социалистическими странами. В 1969 году Эквадор и Советский Союз установили дипломатические отношения, но только в 1972 году, когда Эквадор присоединился к ОПЕК, СССР стал проявлять интерес к этой стране. К середине 1970-х годов Советский Союз содержал посольство в Кито и соперничал за влияние в этой стране с Соединёнными Штатами. 
Эквадор традиционно выступает за многосторонние подходы к решению международных проблем. Страна является членом ООН, Движения неприсоединения, ОАГ и других региональных интеграционных организаций, таким как: Латиноамериканская экономическая система, Латиноамериканская энергетическая организация, Латиноамериканская ассоциация интеграции и Андское сообщество. В 1969 году Эквадор вместе с Боливией, Чили, Колумбией и Перу подписал Картахенское соглашение, создав Андское сообщество. В 1978 году Эквадор и еще семь южноамериканских стран подписали договор о совместном развитии бассейна реки Амазонки. Леон Фебрес-Кордеро Рибаденейра однако, выступал против положений Андского пакта, ограничивающего иностранные инвестиции в экономику страны и стремился к его либерализации. В связи с этим, Эквадор несколько раз предпринимал попытки уйти из Андского пакта. В 1986 году Эквадор не отправил представителя на встречу министров иностранных дел Андского сообщества в Уругвае. Правительство Леона Фебрес-Кордеро Рибаденейры также не активно участвовало в ОАГ, ЛАЭС и Картахенской группе. 16 апреля 1985 года Леон Фебрес-Кордеро Рибаденейра стал первым консервативным латиноамериканским президентом, который посетил Кубу, где провёл встречу с Фиделем Кастро.
Тем не менее, правительство Леона Фебрес-Кордеро Рибаденейры держалось на расстоянии от большинства инициатив региона по продвижению латиноамериканской интеграции. В октябре 1985 года Эквадор присоединился к Лимской группе из четырех южноамериканских стран: Аргентины, Бразилии, Перу и Уругвая, а также стал участвовать в Контадорском процессе, решающим конфликтные вопросы в Центральной Америке, состоящей из Мексики, Венесуэлы, Колумбии и Панамы, представители которой впервые организовали встречу в 1983 году на острове Контадора в Панамском заливе. Затем, Эквадор покинул Лиманскую группу и стал первой латиноамериканской страной, которая разорвала дипломатические отношения с Никарагуа. Разрыв отношений возник после того, как Фебрес-Кордеро и никарагуанский правитель Даниэль Ортега обменялись публичными оскорблениями, президент Эквадора запросил у США организовать запрет на оказание международной помощи Никарагуа, что затем привело к изоляции Эквадора со стороны других латиноамериканских страна.
Следующий президент Эквадора Родриго Борха Севальос в своей инаугурационной речи пообещал проводить независимую внешнюю политику в духе Движения неприсоединения, основанную на принципах самоопределения и невмешательства. Он считал, что единство Латинской Америки должно иметь приоритет над идеологическими разногласиями. Родриго Борха Севальос пригласил  Даниэля Ортегу и Фиделя Кастро на свою церемонию инаугурации. Фидель Кастро принял участие в этом мероприятии, но ещё действующий президент Фебрес-Кордеро отказался разрешить Даниэлю Ортеге осуществить официальный визит в страну. Следовательно, Даниэль Ортега смог осуществить визит в Кито только на следующий день после вступления в должность Родриго Севальоса, после чего они официально восстановили дипломатические отношения. Родриго Борха Севальос также расширил двусторонние контакты с Кубой, позволив кубинским и никарагуанским советникам оказать помощь в национальной программе по распространению грамотности в Эквадоре. Кроме того, он подверг критике политику изоляции Кубы от международных организаций, таких как ООН и ОАГ.
Родриго Борха Севальос одобрил создание общего фронта стран ОПЕК для поддержания высоких цен на нефть, выполнение обязательств, принятых Эквадором в Картахенском соглашении и повторного вступления страны в группу латиноамериканских стран, поддерживающих мирный процесс в Центральной Америке. Правительство Родриго Севальоса поддерживало хорошие отношения с Венесуэлой, еще одним членом ОПЕК, президентом которой был Карлос Андрес Перес. Однако, в начале 1989 года Группа восьми демократических латиноамериканских стран отклонила заявку Эквадора на членство. Тем не менее, в июне 1989 года колумбийский президент Вирхилио Барко Варгас пригласил Эквадор заменить Панаму в «Группе восьми». В сентябре 1989 года Родриго Борха Севальос публично заявил о том, что панамский генерал Мануэль Норьега должен уйти в отставку с должности руководителя страны, но при этом добавил, что выступает против военной интервенции Соединённых Штатов.
Затянувшийся пограничный спор продолжал напрягать отношения между Эквадором и Перу. Площадь приблизительно 200 000 квадратных километров в районе реки Амазонки на которую Эквадор претендует с XIX века, включает в себя город Икитос на западном берегу реки Амазонки, а нефтеносный район на северо-востоке Перу. В 1960 году президент Эквадора Хосе Мария Веласко Ибарра отказался признавать Рио-де-Жанейрский протокол, согласно которому этот район был отдан под суверенитет Перу. Эквадор начал претендовать на спорный регион и подчеркивать необходимость выхода страны в Атлантический океан через реку Амазонку.  28 января 1981 года между странами началась война  вдоль границы между бассейном Амазонки и Эквадором. После того, как перуанские войска вытеснили эквадорские войска со своей территории, 1 февраля 1981 года вступило в силу соглашение о прекращении огня. Комиссия, состоящая из военных атташе Соединенных Штатов, Аргентины, Бразилии и Чили, организовали проведение переговоров о прекращении огня, Перу и Эквадор отвели войска на довоенные позиции. Однако большинство эквадорцев поддержали усилия своего правительства по попытке присоединения спорной территории.
Будучи вице-президентом Социалистического интернационала, Родриго Борха Севальос пользовался хорошими отношениями с несколькими западноевропейскими странами. Он был особенно близок с португальским президентом Мариу Сауришем, который присутствовал на его инаугурации. Президент Эквадора также уважал президента Франции Франсуа Миттерана, чья жена Даниэль присутствовала на церемонии инаугурации от имени Франции. Также присутствовали заместитель премьер-министра Испании, а также представители Федеративной Республики Германии (Западной Германии), Германской Демократической Республики (Восточной Германии) и Швеции. На инаугурации были представители Советского Союза и Китайской Народной Республики. Правительство Родриго Борха Севальос выражало поддержку палестинскому народу и мирному урегулированию арабо-израильского конфликта под эгидой ООН. В сентябре 1989 года Родриго Борха Севальос присутствовал на саммите Движения неприсоединения в Югославии.